# Bibliothèque centrale de Berne
 (avril 2022).
Si vous disposez d'ouvrages ou d'articles de référence ou si vous connaissez des sites web de qualité traitant du thème abordé ici, merci de compléter l'article en donnant les références utiles à sa vérifiabilité et en les liant à la section « Notes et références ».

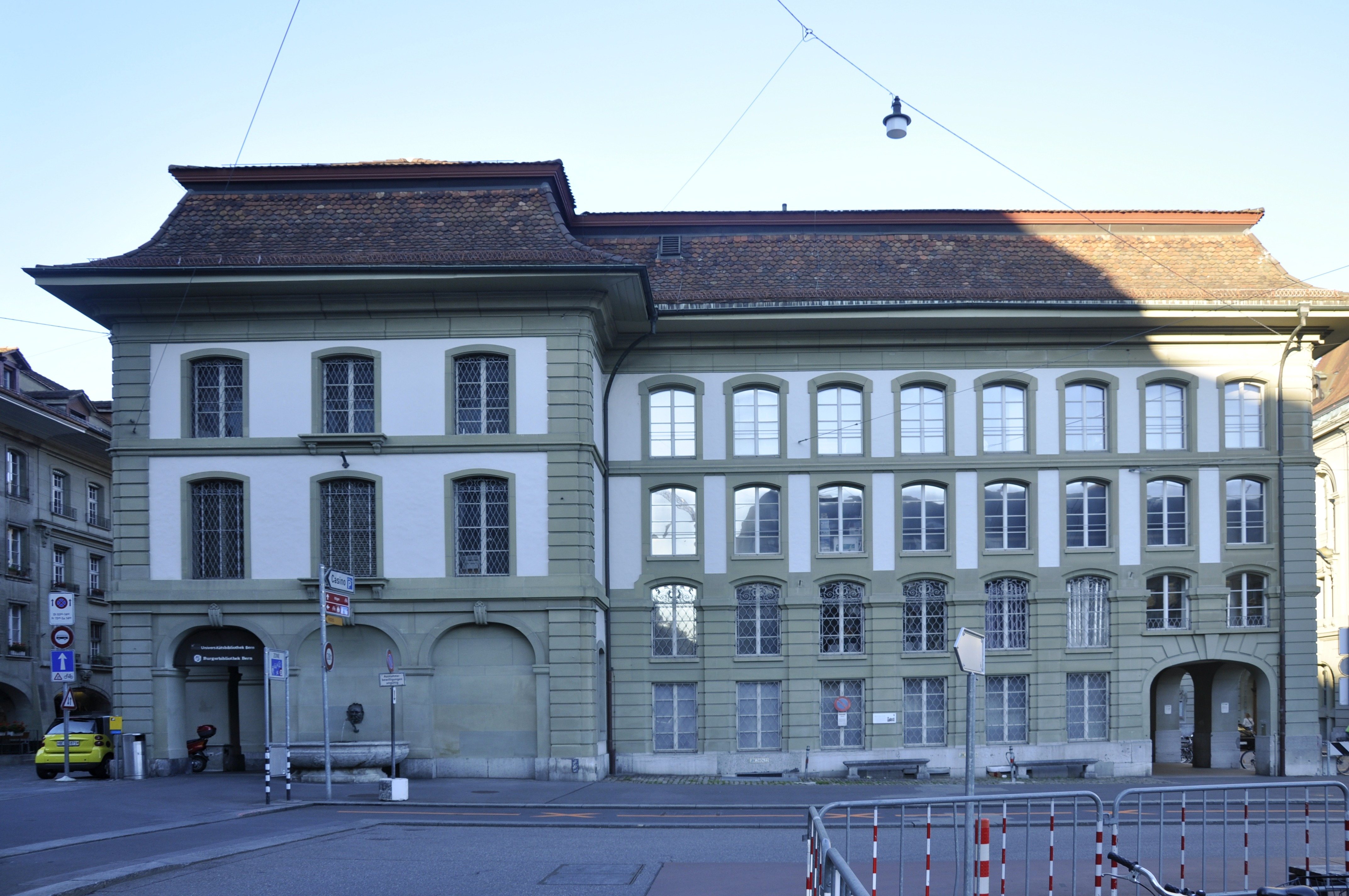
La bibliothèque en 2011.

La Bibliothèque centrale de Berne (anciennement la STuB) fait partie des bibliothèques de l'Université de Berne. Elle possède environ 2,1 millions de volumes répartis sur 46 km de rayons.
À la différence de la Bibliothèque nationale suisse, elle collectionne également des publications étrangères. L'accent est mis cependant sur les publications bernoises (Bernensia) ; celles-ci sont recueillies en collaboration avec la Bibliothèque de la Bourgeoisie de Berne (en allemand : Burgerbibliothek Bern).

## Histoire
La date exacte de la fondation de la bibliothèque est inconnue. La naissance est liée au contexte de la Réforme dans le canton de Berne en 1528. À partir de 1798, après l’invasion de l’armée française en Suisse, la bibliothèque devenait la possession de la ville de Berne. À partir de ce moment-là, l’Université  a commencé de suivre sa propre politique de bibliothèque. Le problème principal était la séparation spatiale entre la bibliothèque et l'Université. C’est pourquoi beaucoup de nouvelles bibliothèques spécialisées d'un domaine étaient fondées ou développées. Le but était de trouver une possibilité de construire un bâtiment neuf proche de l’Université.
En 1951 a été fondée la « Burgerbibliothek » (Bibliothèque bourgeoise de Berne) qui a adopté les branches de l’écriture et graphique de la bibliothèque municipale.
En 1990, la bibliothèque a lancé la numérisation du catalogue et se connecte à l’Université de Bâle pour gérer leurs données. 
En 1999, la bibliothèque rejoint l'IDS (Informationsverbund Deutschschweiz, c'est-à-dire le réseau d'information de la Suisse alémanique) pour améliorer son offre de services et ouvrir la bibliothèque au libre accès.

### Chronologie
- 1528-1535 : Réforme à Berne ; Fondation d’une bibliothèque municipale (Bibliotheca Bernensis) en collaboration avec la Haute école de Théologie

- 1803 : La bibliothèque est transmise à la commune bourgeoisie de Berne

- 1903 : Fusion avec la bibliothèque de la Haute école. Naissance de la « Stadt- und Hochschulbibliothek » (Bibliothèque municipale et universitaire)

- 1951 : Édification de la fondation « Stadt- und Universitätsbibliothek » et fondation de la « Burgerbibliothek Bern »

- 1986 : Début du service informatique dans la gestion administrative (acquisition, recherche dans des bases de données)

- 1999 : Lancement de l’IDS (Informationsverbund Deutschschweiz Basel/Bern)

- 1999-2000 : Ouverture de la bibliothèque de libre-accès

## Fonds
La bibliothèque offre des ouvrages dans les domaines des sciences humaines, du droit, de l'économie, de la sociologie, de l'informatique, de la géographie et de la théologie.
S'y ajoute le prêt de disques compacts (musique classique et jazz). 

## Utilisation/Catalogue
Le prêt à domicile ou en salle de lecture est ouvert à tous. Depuis 1980, la bibliothèque fait partie du réseau IDS dont le catalogue est accessible en ligne.